# Gustav von Hahnke
Gustav von Hahnke (* 1871; † 11. Juli 1897) war ein deutscher Oberleutnant zur See der Kaiserlichen Marine.

## Leben

### Herkunft und Familie
Gustav von Hahnke war Sohn des Generalfeldmarschalls Wilhelm von Hahnke und dessen Ehefrau Josephine von Bülow (1842–1911). Er hatte sechs Brüder und zwei Geschwister, darunter den Generalmajor Wilhelm, den Oberst und Flügeladjutanten Albert, den Regierungspräsidenten Adolf und den Direktor des Reichslandbundes, Oskar.

### Karriere
Von Hahnke trat am 13. April 1889 in die Kaiserliche Marine ein. Seine Beförderung zum Unterleutnant zur See erfolgte am 17. Mai 1892. Er diente 1895 auf der Stosch. Am 8. April 1895 wurde er zum Oberleutnant zur See befördert. Er diente 1896 auf der Geier. Im Jahre 1897 begleitete er den jungen Kaiser Wilhelm II. mit der Hohenzollern, unter der Führung von Kapitän zur See Conrad von Bodenhausen, auf seiner Nordlandreise durch Norwegen. Dort verunglückte er während einer Fahrradfahrt durch Låtefossen bei Odda und stürzte den Wasserfall hinunter. Sein Körper konnte erst einige Wochen später geborgen werden.
Kaiser Wilhelm II. ließ ein Denkmal in Odda für den jungen Leutnant errichten. Die Gedenktafel wurde von dem bekannten Bildhauer Emil von Schlitz genannt von Görtz geschaffen. Der Tod von Leutnant von Hahnke erzeugte zahlreiche Verschwörungstheorien, so behauptete Franz Pfemfert in der linken Zeitschrift Die Aktion, dass der Kaiser den Leutnant zutiefst beleidigte. Der Leutnant habe darauf mit einem Faustschlag auf Wilhelms Auge reagiert, weshalb von Hahnke abgeführt und nach einer kurzen Verhandlung zum Tode verurteilt wurde. Von Hahnke soll durch Selbstmord der Strafe dann entgangen sein. Diese Verschwörung konnte vermutlich darauf zurückgeführt werde, dass Generalfeldmarschall Alfred von Waldersee die beiden Ereignisse (eine Augenverletzung des Kaisers an Bord des Schiffes und der Tod von Hahnke) in seinem Tagebuch freihändig verknüpfte.
Der Tod von Leutnant von Hahnke fand auch international Beachtung, so auch im Los Angeles Herald, der New York Times, im New Zealand Herald und führte dazu, dass sich der Ruf von Kaiser Wilhelm II. noch weiter verschlechterte.